# Carutapera
Carutapera is een gemeente in de Braziliaanse deelstaat Maranhão. De gemeente telt 21.121 inwoners (schatting 2009).